# سافيليانو
سافيليانو هي بلدية من بيدمونت، شمال إيطاليا، في مقاطعة كونيو، حوالي 50 كيلومتر (31 ميل) جنوب تورينو بالقطار.
فهي موطن لأعمال الحديد والمسابك وأعمال القاطرات (المملوكة من قبلى شركة ألستوم ) ومصنوعات الحرير، فضلاً عن مصانع السكر وأعمال الطباعة ومؤسسات تربية الشرانق.

## مشاهير
- إلينا بوسو ، لاعبة كرة [4]
- جيوفاني سكياباريلي ، عالم فلك [5]

## المدن التوأم
- بيلوس, اليونان , منذ 1962
- مورمانو, إيطاليا , منذ 1962
- فيلا ماريا , الأرجنتين , منذ 2000